# Shabby Tiger
Shabby Tiger was een Britse glamrockband met hoogtijdagen tussen 1974 en 1976. De band werd in eigen land niet of nauwelijks opgemerkt (volgens sommigen zelfs geboycot), en behaalde haar successen vooral in Scandinavië, Duitsland, Nederland en België. De succesbezetting bestond uit Henderson Gibson (zang), Toni Baker (keyboard), Graham Fielden (drums), Dave Almond (gitaar) en Mike Ryan (bas), van wie de laatste vier anno 2018 nog in leven zijn. Zanger "Hendy" Gibson is op 26 maart 2013 aan de gevolgen van longkanker overleden.

## Geschiedenis
De oorsprong van de band ligt in het noorden van het Verenigd Koninkrijk, alwaar de band in de begin jaren 70 in het clubcircuit optrad. Al snel werd de band naar Londen gehaald voor enkele optredens, waar ze een platencontract bij RCS aan overhielden. In dezelfde stal bevonden zich artiesten als The Dooleys, Billy Ocean en later the Nolans.
De eerste single "Slow Down" haalde de hitparades in Scandinavië, Duitsland, Nederland en België maar redde het niet in in het VK waarschijnlijk door onvoldoende airplay op de destijds belangrijke zender Radio One. Er volgden tal van optredens in het buitenland (zoals Top Pop in Nederland). De band trad vaak op met The Sweet, Darts en Thin Lizzy (in de genoemde landen) en probeerde door te breken in het VK wat maar niet wilde lukken.
In 1976 gaf de band er na vijf singles en één album de brui aan.

### Singles
| Single met eventuele hitnotering(en) in de Nederlandse Top 40 | Datum van verschijnen | Datum van binnenkomst | Hoogste positie | Aantal weken | Opmerkingen                  |
| ------------------------------------------------------------- | --------------------- | --------------------- | --------------- | ------------ | ---------------------------- |
| Slow Down                                                     |                       | 2-8-1975              | 6               | 7            | #7 in de Nationale Hitparade |